# سر طلایی (سرده)
سر طلایی (سرده) (نام علمی: Carlina) نام یک سرده از تیره کاسنیان است.